# Muyang jezik
Muyang jezik (ISO 639-3: muy; mouyenge, mouyengue, muyenge, myau, myenge), afrazijski jezik čadske porodice, kojim govori 30 000 ljudi u kamerunskoj provinciji Far North, na masivima Muyang, Mougouba, Gouadagouada i Palbarar.
Pripada skupini biu-mandara, podskupina A, A.5 (mafa-mofu); pismo: latinica.

## Vanjske poveznice
- Ethnologue (14th)
- Ethnologue (15th)